# Scrophularia sanguinea
Scrophularia sanguinea är en flenörtsväxtart som beskrevs av Hans Rudolph Jürke Grau. Scrophularia sanguinea ingår i släktet flenörter, och familjen flenörtsväxter. Inga underarter finns listade i Catalogue of Life.